# 小田嶋政志
小田嶋 政志（おだしま まさし、1980年9月19日 - ）は日本のものまねタレント。

## 人物
2013年12月28日放送のフジテレビの『ものまね王座決定戦』に初出演以降、フジテレビのものまね番組にレギュラー出演している。『爆笑そっくりものまね紅白歌合戦スペシャル』は2014年11月4日放送分で初出演。
尚、2011年から2012年までは日本テレビの『ものまねグランプリ』に出演していた。

## 出演

### テレビ
- 爆笑そっくりものまね紅白歌合戦スペシャル（フジテレビ）
- ものまね王座決定戦（フジテレビ）
- ものまねグランプリ（日本テレビ）
- ナカイの窓（日本テレビ）
- クイズ☆タレント名鑑（TBS）
- アーティスト別モノマネ頂上決戦 俺にアイツを歌わせたら右に出るものはいない(TBS)
- ぽかぽか(フジテレビ)
- ニンゲン観察バラエティ モニタリング(TBS)

## ものまねレパートリー
- ATSUSHI
- アントニオ猪木
- 石橋貴明
- 小栗旬
- 織田裕二
- 尾崎豊
- 小田和正
- 北川悠仁
- 窪塚洋介
- 近藤真彦
- 郷ひろみ
- 桜井和寿
- 佐野元春
- 菅田将暉
- 玉置浩二
- 武田鉄矢
- 長州力
- 仲村トオル
- はっとり
- 平井堅
- 氷室京介
- 福山雅治
- 藤井フミヤ
- 藤井風
- 槇原敬之
- 松山千春
- 森山直太朗
- 山下達郎

他多数